# Hickmanapis minuta
Hickmanapis minuta är en spindelart som först beskrevs av Hickman 1944.  Hickmanapis minuta ingår i släktet Hickmanapis och familjen Anapidae.
Artens utbredningsområde är Tasmanien. Inga underarter finns listade i Catalogue of Life.